# Cañizares
Cañizares é um município da Espanha, na província de Cuenca, comunidade autônoma de Castela-Mancha. Tem 76,34 km² de área e em 2021 tinha 428 habitantes (densidade: 5,6 hab./km²). Limita com os municípios de Alcantud, Beteta, Cañamares, Carrascosa, Cuenca, Fuertescusa, Poyatos, El Pozuelo e Priego.